# Новий Мир (Марі-Турецький район)
Новий Мир (рос. Новый Мир, марій. Новый Мир) — присілок у складі Марі-Турецького району Марій Ел, Росія. Входить до складу Марійського сільського поселення.

## Населення
Населення — 35 осіб (2010; 65 у 2002).
Національний склад (станом на 2002 рік):
- кряшени — 54 %
- татари — 43 %